# 体現帝国

## 導入
愛知県を拠点にダークメルヘンな独自の世界を立ち上げる劇団。

## 概要
体現帝国（たいげんていこく）とは渡部剛己を主宰とし、愛知県を拠点に活動している劇団である。
寺山修司主宰の演劇実験室◉天井桟敷に強く影響を受けている。また、土方巽や鈴木忠志、ピナ・バウシュ、タデウシュ・カントルらの演劇技法も取り入れた独自の世界を立ち上げている劇団。
中日新聞社より”危険な劇団”と評される。

## 沿革
2008年5月に渡部剛己が一人で劇団を始める。
その後、名古屋造形大学の学生と共に2012年まで愛知県にて活動。
2013年〜2016年は、渡部剛己の演劇実験室◉万有引力へ入団を機に一時活動休止。
2017年より東京都にて活動再開。
2019年にあいちトリエンナーレ2019への参加を機会に愛知県に拠点を戻し、現在も活動中。

## 作品記録
| 公演月     | タイトル                                          | 企画                                 | 会場                                    |
| ---------- | ------------------------------------------------- | ------------------------------------ | --------------------------------------- |
| 2008年7月  | ゲゲゲゲゲキ                                      | 体現帝国                             | 名古屋造形大学スペースD                 |
| 2008年10月 | 修正                                              | 体現帝国                             | 名古屋造形大学スペースD                 |
| 2008年12月 | 奥さんの坐薬                                      | 体現帝国                             | NEXITY Paleta 2F                        |
| 2009年4月  | 空間作成                                          | 体現帝国                             | 若宮広場                                |
| 2010年3月  | 対                                                | 体現帝国                             | G/Pit                                   |
| 2010年12月 | アイドル狂時代ー過去と現在の錬金術ー              | ミソゲキ2010                         | ナンジャーレ                            |
| 2011年5月  | アイドル狂時代                                    | 体現帝国                             | 翔UPファクトリー                        |
| 2011年8月  | 進化論                                            | 犬山アートプロジェクト               | 余遊亭                                  |
| 2012年5月  | Danse les bonnes                                  | 460人展                              | 名古屋市民ギャラリー矢田                |
| 2012年9月  | 幻想写真展                                        | 体現帝国                             | sora cafe gallery                       |
| 2012年10月 | 女中たち                                          | 体現帝国                             | 七ツ寺共同スタジオ                      |
| 2016年7月  | 近代能楽集・班女                                  | 利賀演劇人コンクール                 | 富山県利賀芸術公園 リフトシアター       |
| 2017年6月  | 授業                                              | 体現帝国                             | 中野テルプシコール                      |
| 2017年10月 | 近代能楽集・班女（再演）                          | 土方巽 1960 しずかな家III            | 光明山東福寺 境内                       |
| 2018年8月  | 白雪姫（三都市ツアー）                            | 体現帝国                             | シアターバビロンの流れのほとりにて      |
| 2018年9月  | 白雪姫（三都市ツアー）                            | 体現帝国                             | RUNNING MAN STD                         |
| 2018年10月 | 白雪姫（三都市ツアー）                            | 体現帝国                             | 七ツ寺共同スタジオ                      |
| 2019年9月  | しっぽをつかまれた欲望                            | 体現帝国（あいちトリエンナーレ2019） | 愛知芸術文化センター小ホール            |
| 2019年12月 | 障子の国のティンカーベル （あいち・しまねツアー） | 体現帝国                             | ユースクエア プレイルーム               |
| 2020年1月  | 障子の国のティンカーベル （あいち・しまねツアー） | 体現帝国                             | 雲南市木次経済文化会館 チェリヴァホール |
| 2020年12月 | Gulliver－不安の島－                              | 体現帝国                             | 名古屋市内某所                          |
| 2021年5月  | 劇場版 Gulliver―不安の島―                         | 体現帝国                             | 愛知芸術文化センター小ホール            |
| 2022年6月  | ひとりぼっちのあなたへ                            | 体現帝国                             | 名古屋市芸術創造センター                |
| 2023年9月  | 奴婢訓                                            | 体現帝国                             | 七ツ寺共同スタジオ                      |